# Henrik Åström
Henrik Åström, född 11 januari 1980, är en svensk kompositör och musikproducent. Han äger skivbolaget A-Stream Productions sedan 2002.

## Teater och film
Åström har skrivit och framfört musik för Butohdansaren och koreografen Frauke. Han komponerade musiken till dansverket Ama-No-Gawa som framfördes på National Arts Festival i Grahamstown, Sydafrika, 2010. Han har även skrivit musik till Fraukes soloföreställning Endangered som uppfördes på Atalante i Göteborg 2012. Åström har skrivit musiken till dansföreställningen Dance Bistro som uppfördes i maj 2013 i Los Angeles och komponerat filmmusiken till ett flertal filmer, däribland det kanadensiska dramat Jake and Jasper – A Ferret Tale och den amerikanska långfilmen Cowboys and Indians.  I 2022 skrev Åström musiken till dokumentärfilmen Ariel Phenomenon tillsammans med Nate Walcott.

## Studio
Åström drev 2002–2012 inspelningsstudion A-Stream Studio vid Sankt Eriksplan i Stockholm. Han har spelat in artister som Miss Li, Oh Laura, Erik Grönwall, Titiyo, Thomas Denver Jonsson, Annis Brander, Filip och Fredrik och Zooparty som co-producerades av före detta Sex Pistols medlemmen Glen Matlock.

## Filmografi
- Storm of the Heart (2025)
- Healing Towers (2024)
- The American Terrorist (2024)
- Ariel School Phenomenon (2021)
- The American Runestone (2020)
- Internment (2018)
- Hoppet (2017)
- Holding the Wire (2016)
- Riddle Room (2016)
- Dude, Where's My Ferret? (2015)
- Migration (2015)
- Make Your Mark (2014)
- Santa's Little Ferrets (2014)
- Child of Grace (2014)
- Scammerhead (2014)
- My Deja Vu (2014)
- Eyes Upon Waking (2014)
- The Stray (2013)
- The Magic Ferret (2013)
- The Last Goodbye (2013)
- Cowboys and Indians (2013)
- The Beginning (2013)
- The Gelephant (2013)
- Captain Blackout (2013)
- Larry Brought Lemon (2012)
- Mango Bajito (2012)
- Chameleon (2012)
- Jake and Jasper: A Ferret Tale (2011)
- Alice Wants Dessert (2011)

## Diskografi i urval
- Healing Towers (Original Motion Picture Soundtrack) (2025)
- The American Terrorist (Original Motion Picture Soundtrack) (2024)
- Ariel Phenomenon (Original Motion Picture Soundtrack) (2022)
- The American Runestone (Music from the Original TV Series) (2020)
- Internment (Original Motion Picture Soundtrack) (2019)
- Mango Bajito - Original Motion Picture Score (2017)
- Holding the Wire - Original Motion Picture Score (2016)
- Child of Grace - Original Motion Picture Score (2015)
- Cowboys and Indians (Original Motion Picture Soundtrack) (2013)
- Cajsa Siik, Plastic House (2012)
- Annis Brander, Glass People in the Woods (2011)
- Min Lilla Värld, Min Lilla Värld (2010)
- Zooparty (med Glen Matlock), Re-fuse (2009)
- Kristina Westberg, Good Days (2009)
- Annis Brander (med Titiyo), If it's a dead fish, it's a dead fish (2008)
- Charle Porter, Charlee Porter (2008)
- Miss Li, God Put a Rainbow in the Sky (2007)
- Miss Li, Late Night Heartbroken Blues (2006)

## Övrigt
Åström är son till arkeologen Paul Åström och bror till pianisten Rickard Åström.